# Соколово (Новосибірська область)
Соколово (рос. Соколово) — присілок у Коливанському районі Новосибірської області Російської Федерації.
Входить до складу муніципального утворення Соколовська сільрада. Населення становить 810 осіб (2010).

## Історія
Згідно із законом від 2 червня 2004 року органом місцевого самоврядування є Соколовська сільрада.

## Населення
| 2002 | 2007 | 2010 |
| ---- | ---- | ---- |
| 882  | ↗990 | ↘810 |